# Iratus bogár
Az Iratus bogár egy kitalált állatfaj a Csillagkapu: Atlantisz című amerikai sci-fi sorozatban, melynek otthona a Pegazus-galaxis.

## Tulajdonságai
Ezek az élőlények kis fekete páncéllal boríott lények, melyeknek a lidércekkel közös vonásuk, hogy más élőlényekből elszívják az életet. Ráugranak és rákapcsolódnak áldozatuk nyakára és kiszívják belőlük vérüket. Bármiféle fizikai behatással próbálkoznak is eltávolításukra, csak még szorosabban tartják zsákmányukat.
A sötét és nedves helyeket kedvelik, ahol fészkeiket kialakítják. Általában nagy számban gyűlnek össze az ilyen helyeken, és több tojás-zsákot függesztenek a barlangok tetejére. Egy-egy ilyen tojáskupac akár tojások százait is tartalmazhatja. Minden más életforma jelenlétére agresszívan reagálnak és fenyegetésnek tartják azokat. Mindeközben nem agresszívak az olyan élőlényekkel szemben, akiknek DNS-e Iratus-DNS-t tartalmaz. Az Iratus-bogarak lélegző teremtmények, és érzékenyek a sós vízre.
Regenerálódó képességük a lidércekéhez hasonlóan nagyon gyors, testük a földi fegyverek több találatát is kibírja. A 38 perc című epizódban kipróbált eszközök, mint a jód vagy az alkohol, hatástalannak bizonyultak egy bogár eltávolítására, önszántából csak akkor hagyja el áldozatát, ha az már halott.
A bogarak legalább három világban élnek: a lidérc anyabolygón, ahol először kialakult a lidérc-faj általuk; egy bolygón, ahol egy hatalmas fészek van, valamint egy Atlantisztól három napi utazásra lévő bolygón ahova „Todd” menekült, hogy felgyógyuljon rákhoz hasonlító betegségéből (bár ez utóbbi kettő akár meg is egyezhet).

## Története
| Figyelem: Itt a Csillagkapu: Atlantisz 1. évadjának cselekményét vagy a végkifejletet is olvashatod. |

Az iratus bogarak a lidérc faj ősei, melyek azután fejlődtek ki, miután az Ősök a Pegazus-galaxisba érkeztek, és emberi élettel kezdték betölteni azt. Azokon a bolygókon, ahol az iratus bogarak éltek, táplálkozni kezdtek az emberekből, majd DNS-ük keveredett. Idővel megszülettek az első lidérc teremtmények, az iratus bogarak humanoid megjelenései. Az Ősök tanulmányozták ezeket a teremtényeket, és ismereteiket hátrahagyták Atlantisz adatbázisában.
Az iratus bogár tojás-zsákjait költőhelyének tetejére függeszti. Az Atlantisz-expedíció egy küldetés során került kapcsolatba velük először, amikor menekülésük közben egy bogár John Sheppard őrnagy nyakára kapaszkodott. Az őt üldöző lidérc harcos ekkor magára hagyta Sheppard-öt, ahelyett, hogy megölte volna, attól félvén, hogy végzete utoléri az őrnagyot a bogár által (a lidércek nem esznek halottból vagy haldoklóból, megmérgezi őket). Azonban az őrnagy társai pocsolyaugrójuk fedélzetén sikeresen eltávolították és megölték a bogarat.
A bogár tanulmányozása után doktor Carson Beckett kifejlesztett egy iIratus bogár-retrovírust. Munkája során olyan módszeren dolgozott, mely megszüntetné a lidércek azon hajlamát, hogy emberekből táplálkozzanak, mégpedig úgy, hogy a retrovírus kivonja az iratus-DNS-t a lidércek szervezetéből (a kísérlet kudarcba fulladt, első alkalommal akkor, amikor Ellia, a fiatal nőstény lidérc az Ösztön című epizódban kipróbálta saját magán, és a szer csak felerősítette benne a vérszomjas tulajdonságokat, később még több alkalommal is).
Az atlantiszi csapat következő találkozása a bogárral akkor történt, amikor John Sheppard megfertőződött Ellia mutálódott DNS-ével. Ennek eredményeképpen lassan, de fokozatosan egy iratus-szörnnyé kezdett átalakulni. Hogy életét megmentsék, a csapat megkísérelt szerezni néhány iratus-tojást, hogy rájöjjenek, hogyan lehetne a folyamatot visszafordítani. A fészek megtámadása miatt a teremtmények agresszívvá váltak és a csapatra támadtak, ami majdnem Sheppard végzetéhez vezetett. Dr. Beckett közben rájött, hogy Sheppard újonnan szerzett tulajdonságaival talán bejuthat a fészekbe anélkül, hogy a bogarak fenyegetésként észlelnék őt, így lehetősége nyílt megszereznie a gyógyulásához szükséges tojásokat.
A hibrid lidérc, Michael szintén kísérletezett a bogarakkal, egy új szolgafajt próbált kifejleszteni, mely megvédi őt ellenségeitől. A Tarania bolygó lakóit használta fel, hogy saját világukban táplálkozzanak belőlük a bogarak. Michael úgy módosította a teremtényeket, hogy módosuljanak a következő tojások, ezzel manipulálta magukat a következő ivadékokat. Létrehozott végül egy bogár-ember fajt, mely tökéletes állatként szolgálta őt. Egy iratus bogarat szabadon engedett Teyla Emmagan mellett, és az majdnem táplálkozott is belőle, de Ronon Dexnek sikerült megmentenie őt.

## Érdekesség
Az „iratus” latin szó magyar jelentése dühös, bosszús, indulatos. A megnevezést csak az emberek alkalmazzák, a lidércek nem így nevezik a bogarat.

## Külső hivatkozások
- Stargate Wiki
- GateWorld